# Друг семьи (мини-сериал)
«Друг семьи» (англ. A Friend of the Family) — американский драматический мини-сериал основанный на реальных событиях. По сюжету Роберт Берхтольд, близкий друг семьи Бробергов, в течение двух лет дважды похищает их дочь Джен. Премьера сериала состоялась 6 октября 2022 года в сервисе Peacock. Эти события также освещались в документальном фильме «Похищение у всех на виду».

## Сюжет
В 1974 году Роберт Берхтольд (серийный похититель детей), близкий друг семьи Броберг, похищает их дочь Джен. После того, как её возвращают родителям, он снова похищает девочку спустя два года.

## В ролях
- Джейк Лэси — Роберт Берхтольд
- Колин Хэнкс — Боб Броберг
- Лио Типтон — Гейл Берхтольд
- Маккенна Грейс — Джен Броберг[англ.]
- Хендрикс Янси[англ.] — маленькая Джен Броберг
- Анна Пэкуин — Мэри Энн Броберг
- Остин Стоуэлл — агент ФБР Питер Уолш
- Патрик Фишлер — Гарт Пинкок
- Филип Эттингер[англ.] — Джо Берхтольд

## Производство
В мае 2020 года было объявлено, что Universal Content Productions разрабатывает сериал посвященный похищениям Джен Броберг: сценаристом и исполнительным продюсером назначен Ник Антоска, а сама Броберг и Мэри Энн Броберг выступят в качестве сопродюсеров. В феврале 2022 года компания Peacock запустила сериал в производство. Должность режиссёра получила Элайза Хиттман.
В феврале 2022 года к актерский состав сериала вошли Джейк Лэси, Анна Пэкуин, Колин Хэнкс и Лио Типтон, а в следующем месяце — Хендрикс Янси и Маккенна Грейс. Через месяц после этого роли получили Остин Стоуэлл, Патрик Фишлер, Бри Элрод и Филип Эттингер. Кроме того, в июле также была утверждена Элла Джей Баско.

## Список эпизодов
| № | Название                             | Режиссёр         | Автор сценария                                                                | Дата премьеры    |
| - | ------------------------------------ | ---------------- | ----------------------------------------------------------------------------- | ---------------- |
| 1 | «Horseback Riding in American Falls» | Элайза Хиттман   | Ник Антоска                                                                   | октябрь 6, 2022  |
| 2 | «The Mission»                        | Рэйчел Голдберг  | Телесценарий: Брайан Чемберлейн Сюжет: Брайан Чемберлейн и Рэйчел Паради      | октябрь 6, 2022  |
| 3 | «The Gift of Tongues»                | Элайза Хиттман   | Телесценарий: Люси Тейтлер Сюжет: Люси Тейтлер и Джулия Батавия               | октябрь 6, 2022  |
| 4 | «Articles of Faith»                  | Рэйчел Голдберг  | Мари Ханнхон Нгуен                                                            | октябрь 6, 2022  |
| 5 | «The Bitter Cup»                     | Стивен Пит       | Брайан Эвенсон                                                                | октябрь 13, 2022 |
| 6 | «Son of Perdition»                   | Стивен Пит       | Алана Би Литл                                                                 | октябрь 20, 2022 |
| 7 | «The Great Deceiver»                 | Джейми Трэвис    | Брайан Чемберлейн                                                             | октябрь 27, 2022 |
| 8 | «Outer Darkness»                     | Джейми Трэвис    | Телесценарий: Люси Тейтлер Сюжет: Люси Тейтлер и Люси Тейтлер и Дайана Пауэлл | ноябрь 3, 2022   |
| 9 | «Revelation»                         | Лорен Волькштейн | Ник Антоска, Брайан Эвенсон и Алана Би Литл                                   | ноябрь 10, 2022  |

## Оценки критиков
Рейтинг сериала на сайте-агрегаторе обзоров Rotten Tomatoes составляет 92% со средней оценкой 7,8/10, на основе 25 рецензий. Консенсус критиков гласит: «Нагнетающийся словно кошмар в замедленной съемке, сериал неизмеримо выигрывает от искусной режиссуры Элайзы Хиттман и непоколебимого коварного зла в лице Джейка Лэси». Оценка сериала на сайте Metacritic составляет 73 балла на основе 12 обзоров, что соответствует «в целом положительному» статусу. В рецензии Газеты.ру «Друга семьи» назвали одним из самых шокирующих сериалов года: «получился подробный и болезненный рассказ о непредсказуемости зла, к которому невозможно подготовиться, а иногда и распознать его в лице […] близкого человека».